# 低周疲劳
低周疲劳又称低循环疲劳（英語：Low cycle fatigue），它有两个基本特征：一是在每个循环中发生塑性变形；二是低周期现象，即材料对这种类型的载荷具有有限的耐久力。术语周期是指反复施加应力，最终导致疲劳和断裂;低周期是指施加作用力之间的较长时间。
疲劳的研究主要集中在两个方面:利用先进的计算方法进行尺寸设计在航空和能源生产中的应用。低周疲劳的结果使我们能够更深入地研究材料的行为，以便更好地理解复杂的力学和冶金现象(裂纹扩展、加工软化、应变集中、加工硬化等)。

## 历史
低周疲劳的常见原因是高应力水平和低周期断裂。在过去的50年里，人们对金属以及温度、应力和断裂循环次数之间的关系进行了许多研究。用试验绘制了S-N曲线，结果表明，随着温度的升高，发生破坏的循环次数减少。然而，广泛的测试成本太高，所以研究人员主要依靠使用计算机软件进行有限元分析。

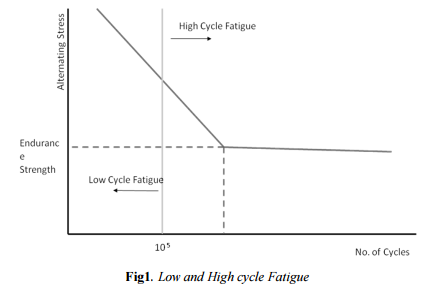
一个比较低周疲劳和高周疲劳的断裂周期数的图表

通过大量实验发现，低周疲劳会改变材料的特性。断裂延性趋于降低，其幅度取决于小裂纹的存在。为了进行这些测试，一般使用电液伺服控制试验机，因为它能够不改变应力幅值。研究还发现，在钻孔试件上进行低周疲劳试验更容易产生裂纹扩展，从而导致断裂延性更大的降低。尽管孔的尺寸很小，只有从40到200μm。

## 特征
当零件处于低周疲劳状态时，它会发生反复的塑性变形。例如，如果一个部件在拉伸状态下加载，直到它永久变形(塑性变形)，这将被认为是半周低周疲劳，或低周疲劳。为了完成一个完整的循环，零件需要变形回到原来的形状。零件在失效前所能承受的低周疲劳次数远低于常规疲劳次数。
这种高循环应变的情况通常是极端操作条件的结果，如温度的高变化。材料的膨胀或收缩所产生的热应力会加剧零件的加载条件，从而发挥低周疲劳特性。

## 力学
一个常用的描述低周疲劳行为的方程是Coffin-Manson关系(L.F. Coffin在1954年和S.S. Manson在1953年发表):
{\displaystyle {\frac {\Delta \varepsilon _{p}}{2}}=\varepsilon _{f}'(2N)^{c}}
在这里，
- Δεp /2为塑性应变幅值；
- εf'为经验常数，称为疲劳延性系数，由2N =1处的应变截距定义；
- 2N为断裂逆转次数(N个周期)；
- c是疲劳延性指数，是一个经验常数，通常为-0.5到-0.7之间。c值小，疲劳寿命长。[5]

## 知名的断裂
其中一个值得注意的事故是1994年北岭地震。许多建筑物和桥梁倒塌，结果造成9000多人受伤。南加州大学的研究人员分析了一栋10层楼高的建筑中受低周疲劳影响的主要区域。不幸的是,有有限的实验数据可以直接构造一个低循环疲劳强度衰减,所以大部分的分析包括策划高疲劳强度衰减行为,扩展图创建的线的部分使用Palmgren-Miner低循环疲劳曲线的方法。最终，这些数据被用来更准确地预测和分析北岭十层钢结构建筑所面临的类似类型的破坏。